# 荒川中川橋梁 (東京メトロ東西線)

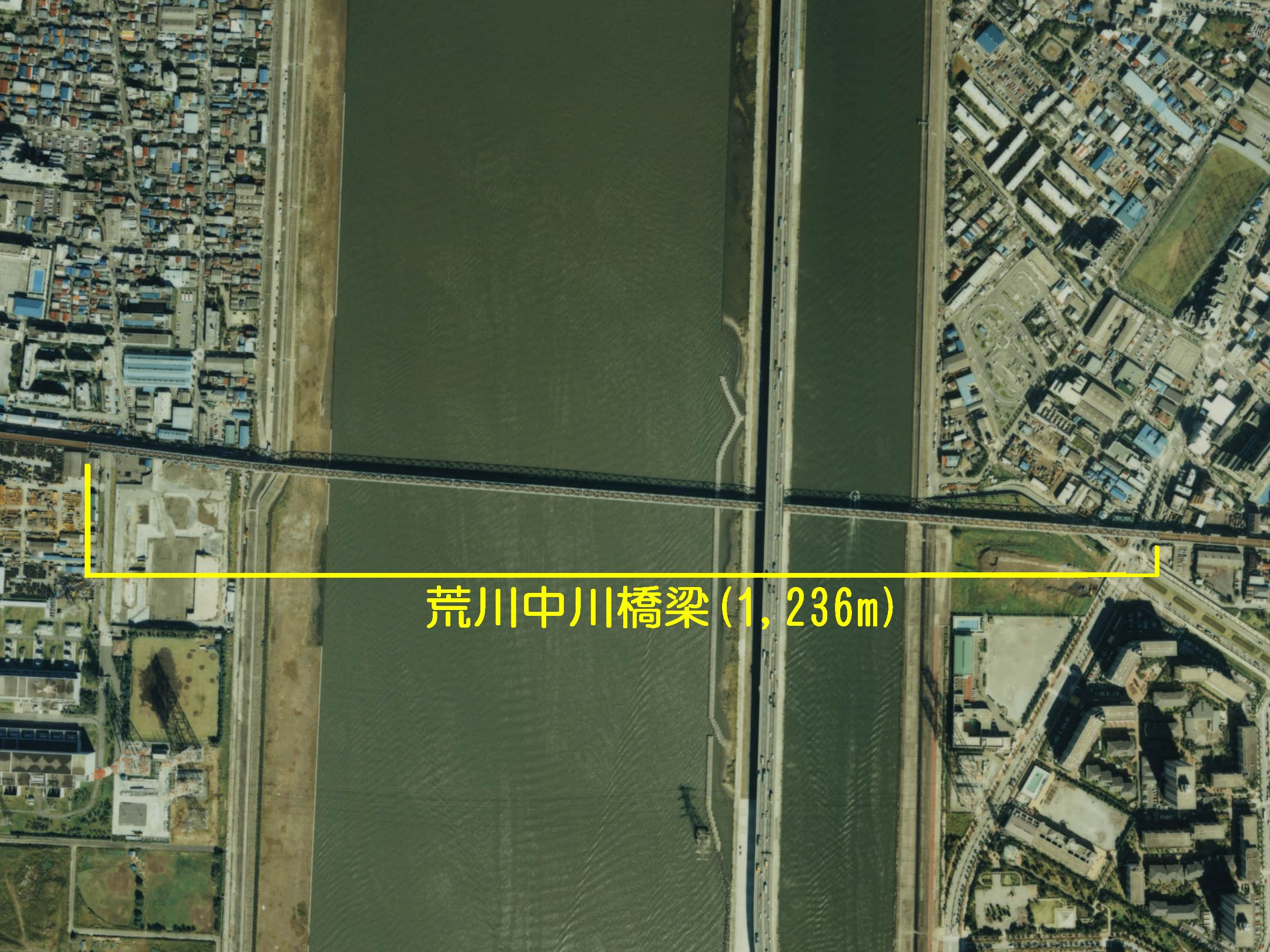
荒川中川橋梁（上空写真・黄色で示した区間が橋梁部分）

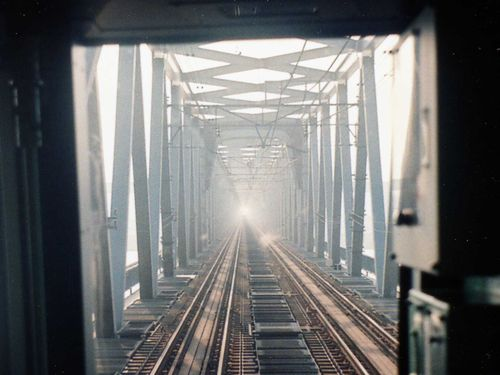
荒川中川橋梁（車内から）

荒川中川橋梁（あらかわなかがわきょうりょう）は、東京都江東区新砂・江戸川区清新町の東京地下鉄（東京メトロ）東西線南砂町駅 - 西葛西駅間にある、荒川（荒川放水路）および中川に架かる鉄道橋。一般道路で渡る道路橋の清砂大橋が平行している。

## 橋の概要
荒川の河口から約0.5 kmの地点に位置する。架橋位置は左岸側（江戸川区側）と右岸側（江東区側）では差があり右岸側が12 m上流側にずれるため橋軸が河川に対し直角に交差しておらず、わずかに斜角が付けられた斜橋である。
橋梁の全長は1,236 mあり、関西国際空港連絡橋（南海空港線・JR関西空港線りんくうタウン駅〜関西空港駅間）の供用開始までJR（旧国鉄）以外としては最も長い鉄道橋であった。

### 特徴
本橋の形式は、単純下路ワーレントラス式鉄道橋16連で、1981年当時は日本一長いワーレントラス式鉄道橋だった。トラスは水色に塗られている。柵も水色であるが江東区側では白色のもので覆われている部分がある。
隣接している2つの川を1つの橋梁で渡るために長くなった。また、両端では河川区域ではない陸上に架かっている部分があるが、これは昔この付近まで海岸が迫っていたためである。途中に勾配が存在するほか、西側では緩いカーブがある。
軟弱地盤の場所に建設されたため、橋脚の基礎は地下72 mまで打ち込まれている。これは、当時としては世界的な施工記録である。

### 諸元
- 種別 - 鋼鉄道橋
- 形式 - 単純下路ワーレントラス、3径間連続ゲルバートラス（中央径間）[6][7]
- 橋長 - 1,236 m
- 支間 - 150 m[2]
- 支間割 - 52 m ＋ 66 m ＋ 80 m ＋ 85 m ＋ 67 m ＋ 80 m ＋ 150 m ＋ 80 m ＋ 67 m ＋ 67 m ＋ 67 m ＋ 67 m ＋ 80 m ＋ 80 m ＋ 94 m ＋ 53 m
- 幅員 - 複線（8.2 m）[1]
- トラス桁の高さ - 10.5 m
- 活荷重 - 営団荷重 軸重16 t[6]
- 施主 - 帝都高速度交通営団
- 橋梁設計 -
- 橋桁製作 - 東京鐵骨橋梁、横河橋梁（現、横河ブリッジ）[6]
- 開通 - 1969年（昭和44年）3月29日

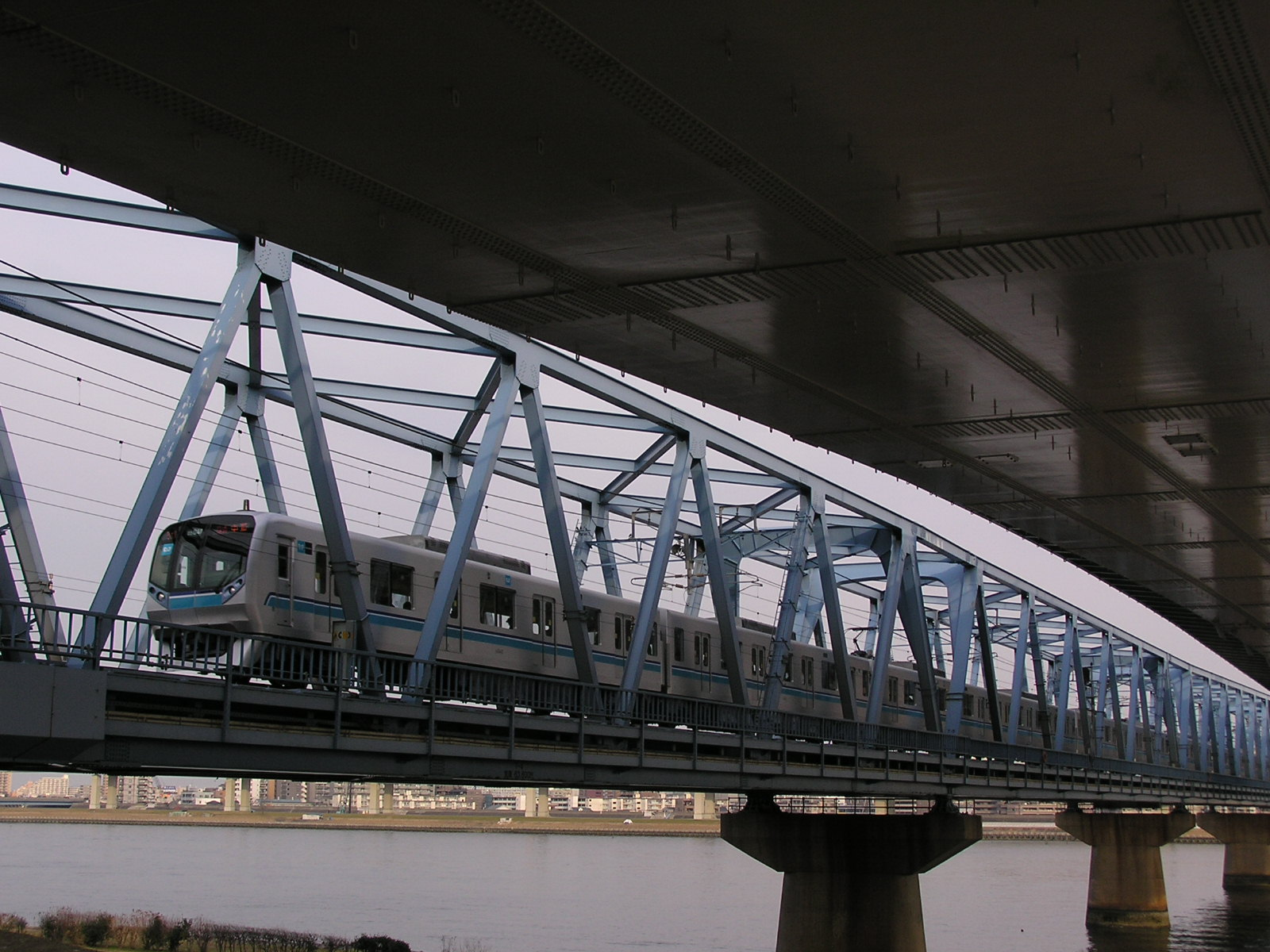
江東区側の川岸。江東区側では清砂大橋（上に写っているもの）の方が高さが高くなっている
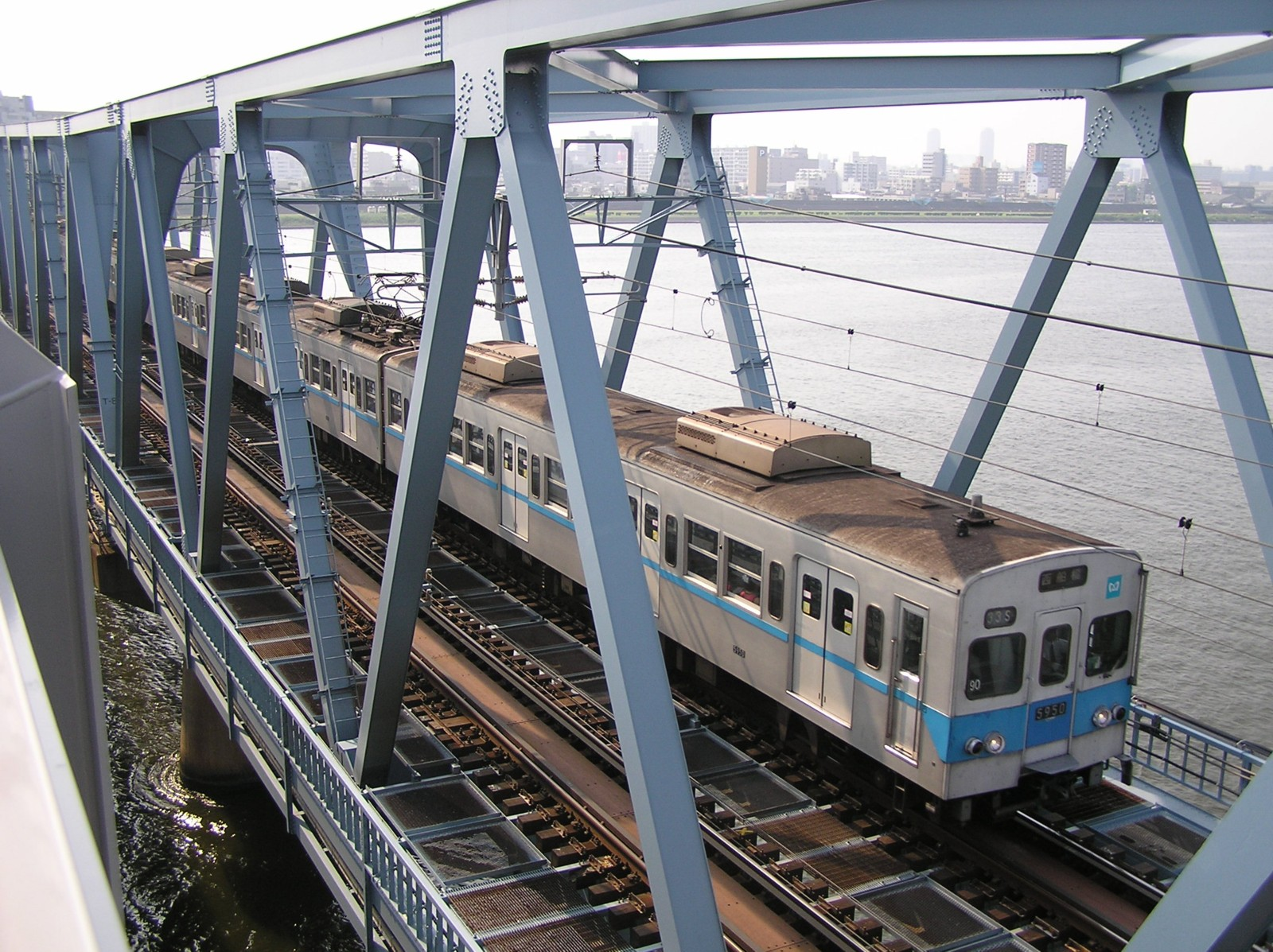
荒川上の部分
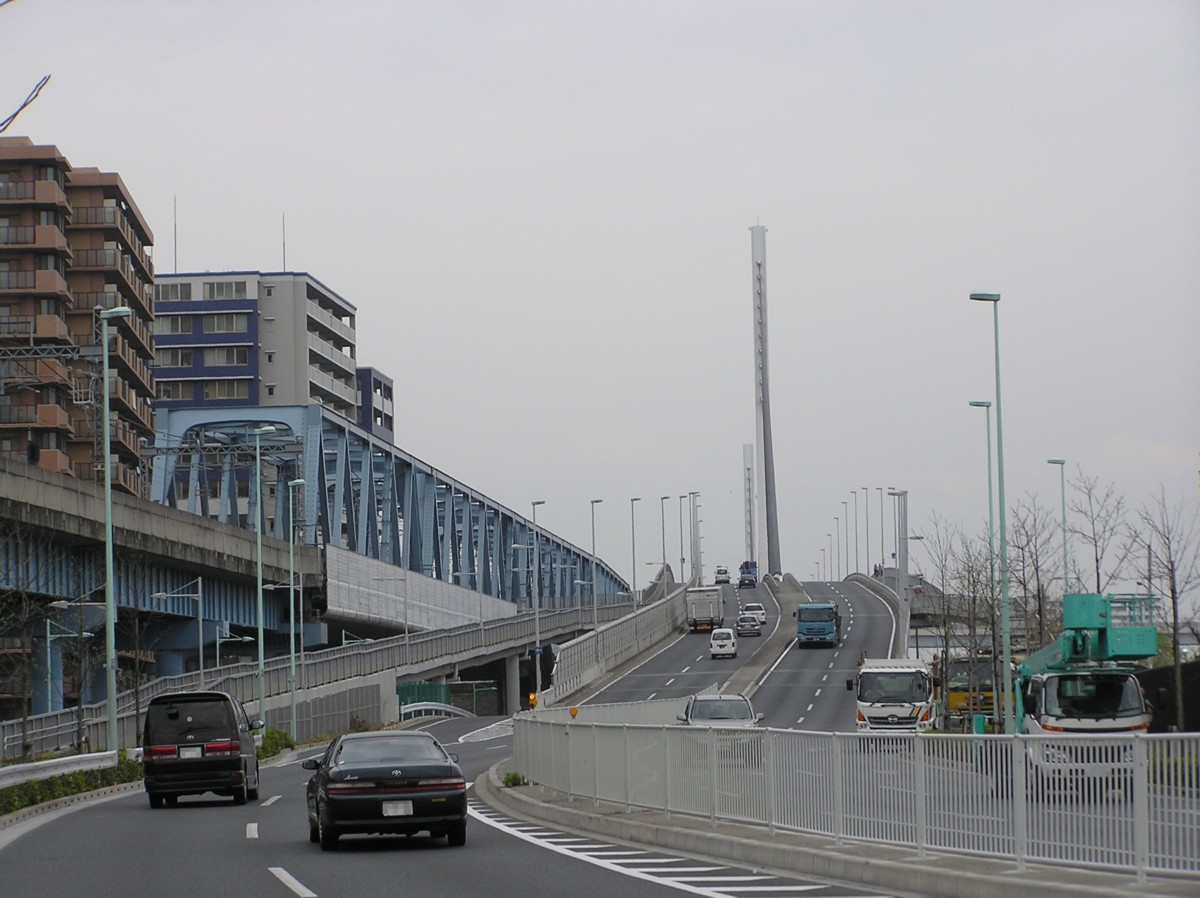
江東区側端部
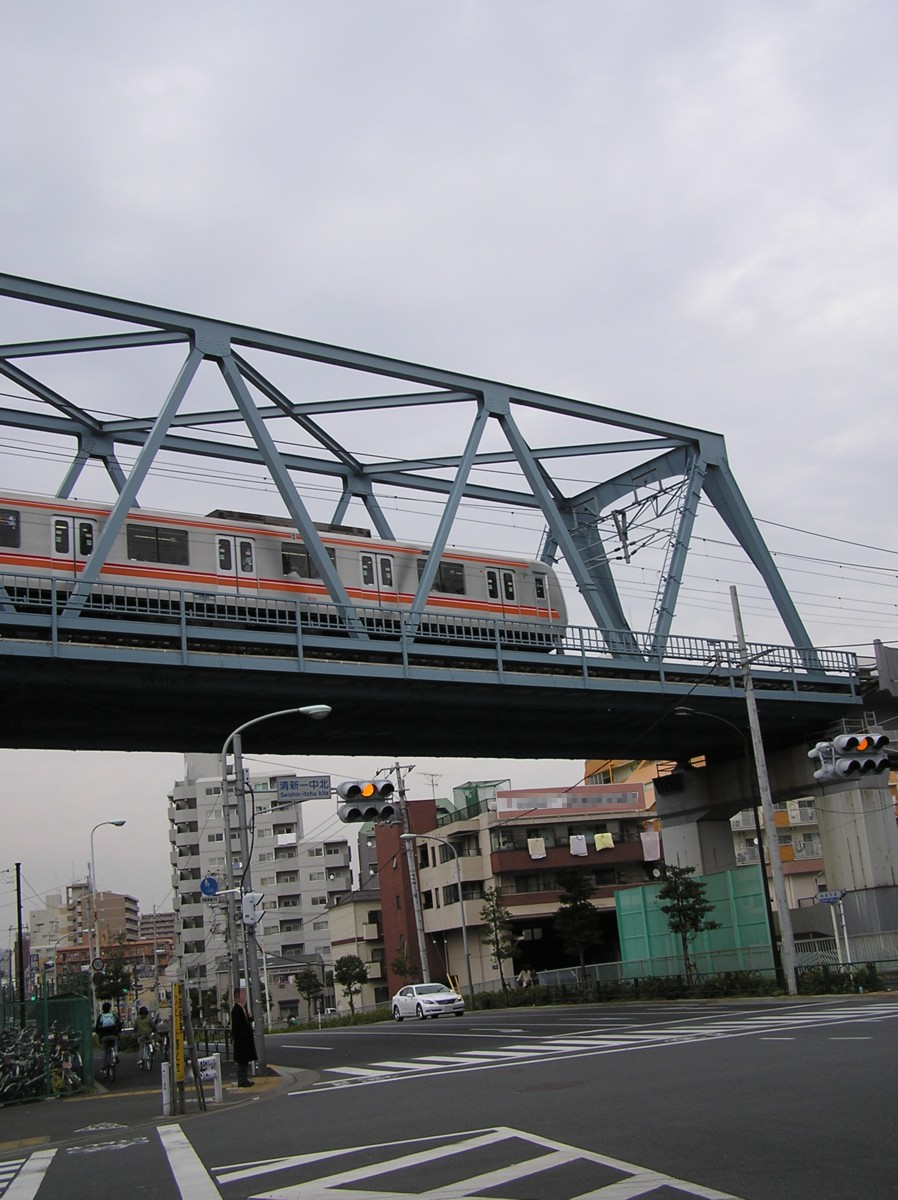
江戸川区側端部

## 事故
- 1978年（昭和53年）2月28日21時34分、荒川中川橋梁上で竜巻による強風を受けた列車（5000系電車5818F 10両編成）の後部3両が脱線、うち2両が横転し、23人が負傷する事故が発生した[4]。（営団地下鉄東西線列車横転事故を参照）

## 隣の橋
- 荒川

（上流） - 都営地下鉄新宿線荒川中川橋梁 - 葛西橋 - 東京地下鉄荒川中川橋梁 - 清砂大橋 - 荒川河口橋 - （下流）
- 中川

（上流） - 都営地下鉄新宿線荒川中川橋梁 - 葛西橋 - 東京地下鉄荒川中川橋梁 - 清砂大橋 - 荒川に合流 - （下流）